# Hard as a Rock
"Hard as a Rock" é primeira e principal faixa do álbum Ballbreaker, da banda australiana AC/DC. O primeiro single do álbum rendeu grande repercussão à banda dos irmãos Young, que viram sua música tocar mundo afora e fazer sucesso nas principais paradas internacionais (sobretudo nos Estados Unidos e Canadá).

## Paradas
| Parada (1995)                         | Melhor posição |
| ------------------------------------- | -------------- |
| Australian ARIA Singles Chart         | 14             |
| Belgian (Wallonia) Singles Chart      | 30             |
| Finnish Singles Chart                 | 1              |
| French SNEP Singles Chart             | 26             |
| German Singles Chart                  | 25             |
| Irish Singles Chart                   | 28             |
| New Zealand RIANZ Singles Chart       | 16             |
| Norwegian Singles Chart               | 4              |
| Swedish Singles Chart                 | 19             |
| Swiss Singles Chart                   | 28             |
| UK Singles Chart                      | 33             |
| U.S. Billboard Mainstream Rock Tracks | 1              |